# Vladimír Podzimek
Vladimír Podzimek (né le 12 mai 1965 et mort le 17 mai 1994) est un ancien sauteur à ski tchécoslovaque.

## Palmarès

### Jeux Olympiques
| Épreuve / Édition | Sarajevo 1984 |
| Petit Tremplin    | 39e           |
| Grand Tremplin    | 8e            |

### Championnats du monde
| Épreuve / Édition | Engelberg 1984 |
| Par Equipes       | Bronze         |

### Coupe du monde
- Meilleur classement final: 14e en 1984.
- 1 victoire.

### Saison par saison
| Année | Lieu           |
| 1984  | Oslo (Norvège) |